# Uncle Acid & the Deadbeats
Uncle Acid & the Deadbeats (с англ. — «Дядя Кислота и Неплательщики»), также известные как Uncle Acid and the deadbeats или просто Uncle Acid — британская психоделическая и дум-метал-группа, образованная в Кембридже Кевином Старрсом в 2009 году. Группа выпустила шесть студийных альбомов и один концертный. Их последний студийный альбом Nell' Ora Blu вышел в мае 2024 года. Группа регулярно выступает на фестивалях по всей Европе.

## История
Blood Lust стал прорывным альбомом группы. Журнал The Quietus описал его как «великолепный и самобытный сборник, быстро обретший культовый статус среди мирового дум-сообщества», а журнал Decibel назвал его «зажигательным, зловещим наслаждением». AllMusic описал Blood Lust как «смесь мучительного упадка психоделического рока, нигилистического подъёма гаражного и панк-рока и самых ранних проявлений оккультно-травящей, нервно-разрушительной дубинки хеви-метала». Альбом получил широкое признание, о чём К.Р. Старрс заметил: «Все были немного удивлены, что альбом так быстро стал популярным».
С выходом третьего альбома группы, Mind Control, в музыке появилось больше поп-влияний 70-х. Концептуальный альбом, по словам К.Р. Старрса, Mind Control — это «выдуманная история… о лидере культа, который спускается с горы и промывает мозги своим последователям в пустыне с помощью наркотиков, любви, насилия и запугивания». Согласно Metacritic, альбом получил «всеобщее признание» с оценкой 81 балл на основе семи рецензий. Джастин Нортон в статье для журнала Decibel дал альбому оценку восемь из 10 и описал его как «идеальное сочетание риффов Sabbath, фузза и Хершела Гордона Льюиса».

## Характеристики
Название
Название группы было взято в честь Расти Дэя, солиста Cactus, который позже основал группу Uncle Acid and the Permanent Damage Band. Изначально фронтмен Uncle Acid оставался анонимным, хотя с тех пор он сменил свое сценическое имя на К.Р. Старрс и теперь рассматривает участников группы как «Uncle Acid».
Стиль
Музыка группы во многом вдохновлена концем 1960-х, периодом зарождения хеви-метала. AllMusic высоко оценил способность группы воссоздать особый аспект этой эпохи, описав группу как «леденящую душу осень Лета любви: иссушённые пейзажи после Силы цветов, напоминающая альтамонтские поля смерти, пропитанную духом убийств, совершенных семьёй Мэнсона, и, конечно же, звучащая как смесь всех апокалиптических музыкальных сил, которые сошлись в ту эпоху».
Их лейбл Metal Blade Records описал группу как «оригинальную группу Элиса Купера, играющую в клетке с ранними Black Sabbath и The Stooges». Чтобы воссоздать звучание той эпохи, группа использует винтажные инструменты и звукозаписывающее оборудование.

## Дискография
Студийные альбомы
- VOL. 1 (2010)
- Blood Lust (2011)
- Mind Control (2013)
- The Night Creeper (2015)
- Wasteland (2018)
- Nell' Ora Blu (2024)

Концертные альбомы
- Slaughter On First Avenue (2023)

Синглы
- "White Nights of Murder" / "I'll Cut You Down" – split with Danava (2011)
- "Poison Apple" (2013)
- "Under the Spell" (2013)
- "Mind Crawler" (2013)
- "Sharon Tate Experience – Christmas Killer" (2013)
- "Down to the Fire" – Track 2 on Something in the Water – A Rise Above Compilation (2013)[13][14]
- "Runaway Girls" (2014)
- "Waiting for Blood" (2015)
- "Melody Lane" (2015)
- "Pusher Man" / "Remember Tomorrow" (Iron Maiden cover) (2016)
- "Crystal Spiders" (2017)
- "Dead Eyes of London" (2017)
- "Stranger Tonight" (2018)
- "Shockwave City" (2018)
- "Dead Eyes of London" (live version) (2023)